# Мала Сіркова
Мала Сірко́ва (рос. Малая Серкова) — присілок у складі Байкаловського району Свердловської області. Входить до складу Байкаловського сільського поселення.
Населення — 21 особа (2010, 52 у 2002).
Національний склад населення станом на 2002 рік: росіяни — 98 %.